# Avoudrey
Avoudrey és un municipi francès situat al departament del Doubs i a la regió de Borgonya - Franc Comtat. L'any 2007 tenia 760 habitants.

## Demografia

### Població
El 2007 la població de fet d'Avoudrey era de 760 persones. Hi havia 298 famílies de les quals 72 eren unipersonals (48 homes vivint sols i 24 dones vivint soles), 113 parelles sense fills, 105 parelles amb fills i 8 famílies monoparentals amb fills.
La població ha evolucionat segons el següent gràfic:
Habitants censats

### Habitatges
El 2007 hi havia 340 habitatges, 303 eren l'habitatge principal de la família, 19 eren segones residències i 17 estaven desocupats. 250 eren cases i 88 eren apartaments. Dels 303 habitatges principals, 193 estaven ocupats pels seus propietaris, 100 estaven llogats i ocupats pels llogaters i 10 estaven cedits a títol gratuït; 3 tenien una cambra, 18 en tenien dues, 35 en tenien tres, 52 en tenien quatre i 194 en tenien cinc o més. 270 habitatges disposaven pel capbaix d'una plaça de pàrquing. A 145 habitatges hi havia un automòbil i a 133 n'hi havia dos o més.

### Piràmide de població
La piràmide de població per edats i sexe el 2009 era:
| Homes | Edats   | Dones |
| ----- | ------- | ----- |
| 0     | 95 o +  | 0     |
| 0     | 90 a 94 | 0     |
| 0     | 85 a 89 | 8     |
| 8     | 80 a 84 | 4     |
| 4     | 75 a 79 | 0     |
| 8     | 70 a 74 | 12    |
| 12    | 65 a 69 | 16    |
| 28    | 60 a 64 | 16    |
| 24    | 55 a 59 | 24    |
| 20    | 50 a 54 | 20    |
| 36    | 45 a 49 | 28    |
| 16    | 40 a 44 | 24    |
| 32    | 35 a 39 | 28    |
| 32    | 30 a 34 | 24    |
| 44    | 25 a 29 | 20    |
| 20    | 20 a 24 | 28    |
| 20    | 15 a 19 | 28    |
| 32    | 10 a 14 | 24    |
| 28    | 5 a 9   | 8     |
| 28    | 0 a 4   | 24    |

## Economia
El 2007 la població en edat de treballar era de 511 persones, 399 eren actives i 112 eren inactives. De les 399 persones actives 374 estaven ocupades (208 homes i 166 dones) i 25 estaven aturades (9 homes i 16 dones). De les 112 persones inactives 41 estaven jubilades, 33 estaven estudiant i 38 estaven classificades com a «altres inactius».

### Ingressos
El 2009 a Avoudrey hi havia 317 unitats fiscals que integraven 793,5 persones, la mediana anual d'ingressos fiscals per persona era de 18.090 €.

### Activitats econòmiques
Dels 48 establiments que hi havia el 2007, 3 eren d'empreses alimentàries, 1 d'una empresa de fabricació de material elèctric, 5 d'empreses de fabricació d'altres productes industrials, 7 d'empreses de construcció, 10 d'empreses de comerç i reparació d'automòbils, 4 d'empreses de transport, 1 d'una empresa d'hostatgeria i restauració, 4 d'empreses financeres, 3 d'empreses immobiliàries, 2 d'empreses de serveis, 5 d'entitats de l'administració pública i 3 d'empreses classificades com a «altres activitats de serveis».
Dels 13 establiments de servei als particulars que hi havia el 2009, 1 era una oficina de correu, 3 tallers de reparació d'automòbils i de material agrícola, 1 paleta, 2 guixaires pintors, 2 fusteries, 1 electricista, 1 perruqueria, 1 restaurant i 1 agència immobiliària.
Dels 3 establiments comercials que hi havia el 2009, 1 era una botiga de més de 120 m², 1 una botiga de menys de 120 m² i 1 una botiga de material de revestiment de parets i terra.
L'any 2000 a Avoudrey hi havia 20 explotacions agrícoles que ocupaven un total de 840 hectàrees.

## Equipaments sanitaris i escolars
L'únic equipament sanitari que hi havia el 2009 era una farmàcia.
El 2009 hi havia una escola elemental.

## Poblacions més properes
El següent diagrama mostra les poblacions més properes.